# Pygame
A Pygame egy platformfüggetlen Python-modul, amit videójátékok fejlesztésére hoztak létre. Magában foglalja a számítógépes grafikákat, a hang- és programkönyvtárakat, amiket a Python programozási nyelvre fejlesztettek ki.

## Története
A Pygame-et eredetileg Pete Shinners írta a PySDL kiváltására, miután annak fejlesztése leállt. Ez 2000 óta közösségi projekt, a szoftvert pedig nyílt forráskóddal szabad szoftverként GNU Lesser General Public License licensz alatt adják ki.

## A 2. verzió fejlesztése
A Pygame második verzióját "Pygame Reloaded" név alatt 2009-ben találták ki, de 2016 végéig a szoftver fejlesztése és karbantartása egyaránt szünetelt. A legfrissebb változat az 1.9.1 volt. 2019 márciusában az 1.9.5 verzió megjelenése óta a második változat megjelentetése szerepel kitűzött célként.
- 2019-5-5 megjelenés előtti  Dev.1
- 2019-6-20 megjelenés előtti Dev.2
- 2019-7-14 megjelenés előtti Dev.3
- 2019-10-8 megjelenés előtti Dev.4
- 2019-10-28 megjelenés előtti Dev.6
- 2020-5-6 megjelenés előtti Dev.8
- 2020-5-31 megjelenés előtti Dev.10[9]

## Architektúrája és tulajdonságai
A Pygame használja a Simple DirectMedia Layer könyvtárat (SDL) library, hogy lehessen benne valós idejű számítógépes játékokat fejleszteni az alacsony szintű programozási nyelvek, mint a C és annak továbbfejlesztett változatai ismerete nélkül.  Ez abból a felismerésből származik, hogy a legtöbb drága funkciót a játékon belül el lehet választani a játék logikájától. Így egy olyan magas szintű programozási nyelvet is lehet használni, mint a Python.
Az SDL további előnye, hogy nem kell vektorgeometriát, ütközésfigyelőt, MIDI támogatást, kamerát, pixeleltolást, transzformációt, filterezést és rajzolást alkalmazni.
A Pygame-et használó program futhat Android telefonokon és tableteken is, amihez a Pygame Subset for Android-ra (pgs4a) van szükség. Az Android támogatja a hangot, a vibrálást, a billentyűzetet és a gyorsulásmérést is.

## Közösség
Van egy rendszeres verseny, az úgynevezett PyWeek, mely során Python felhasználásával kell játékot írni. Általában, de nem kötelező jelleggel Pygame-et használnak. A közösség számos leírást készített a Pygame-hez.

## Pygame-et használó nevezetes játékok
- Frets on Fire
- Dangerous High School Girls in Trouble[22]
- Save the Date,[23] IndieCade 2013 Finalist

## Fordítás
Ez a szócikk részben vagy egészben  a   Pygame című angol Wikipédia-szócikk fordításán alapul.  Az eredeti cikk szerkesztőit annak laptörténete sorolja fel. Ez a jelzés csupán a megfogalmazás eredetét és a szerzői jogokat jelzi, nem szolgál a cikkben szereplő információk forrásmegjelöléseként.